# Сквер імені В. І. Леніна
Сквер імені В. І. Леніна (крим. V. İ. Lenin adında şeer bağçası) — сквер у Сімферополі у Залізничному районі міста.

## Опис
Розташований неподалік від залізничного вокзалу між вулицями бульвару Леніна та вулицею Павленка.
У сквері знаходиться другий у місті пам'ятник Леніну, а також знаходився пам'ятний знак на місці майбутнього будівництва пам'ятника жертвам депортації кримських татар. Напис на ньому говорив: «На цьому місці буде споруджено пам'ятник жертвам геноциду над кримськими татарами». Пам'ятник так і не звели.
Щороку 18 травня, в день депортації кримськотатарського народу 1944 року, біля заставного каменю відбувалися пам'ятні заходи. Тут збиралися люди, щоби вшанувати пам'ять загиблих у депортації, читали молитви, покладали квіти. До окупації Криму Росією біля каменю збиралася одна з колон кримських татар, яка потім йшла на загальний жалобний мітинг, який традиційно проходив на площі Леніна і збирав десятки тисяч людей. Але, починаючи з 2014 року, мітинги 18 травня у центрі Сімферополя окупаційна влада заборонила. Заставний камінь став єдиним у столиці Криму місцем, де кримські татари та інші мешканці збиралися в день пам'яті жертв депортації.
Сквер відрізняє наявність маргінальних особистостей, оскільки поряд вокзал, а сам сквер, що знаходиться на острівці в середині бульвару, добре прихований від очей перехожих.

## Історія
У роки Перших визвольних змагань пустир майже за кілометр завдовжки, що протягнувся вздовж вулиці Вокзальної (зараз бульвар Леніна), білогвардійці використовували як місце страти.
У 1922 році на пустирі методом народного будівництва почалася розбивка скверу, про що нагадує меморіальна дошка біля входу до нього з боку вулиці Павленка. Сквер створено руками перших сімферопольських комсомольців.
Юні ентузіасти розчистили звалище, посадили перші дерева, намітили доріжки. Незабаром після смерті В. І. Леніна сквер отримав його ім'я.
1965 року з боку Привокзальної площі було встановлено пам'ятник Леніну роботи відомого скульптора Н. І. Петрової та ротонду з левами. Леви, за деякими відомостями, були взяті зі сходів у Воронцовському парку (нинішній ботанічний сад ТНУ).
У 1970 році сквер було реконструйовано. Ротонду прибрали, левів повернули назад, а на місці, де стояв пам'ятник Леніну, був збудований басейн з фонтаном. За спогадами краєзнавців, у басейні було багато металевих кульок, і хлопчаки любили діставати їх мотузкою з прив'язаним до одного кінця магнітом.
Сьогодні на місці фонтану знаходиться загадкова споруда, яка називається деякими «сімферопольським метро». Наприкінці 1980-х у Сімферополі було розпочато будівництво каналізаційного колектора глибокого залягання. Підземний тунель 2,5 метри завширшки та 3 метри заввишки зі спеціального особливо міцного залізобетону досі пролягає від парку за кінотеатром Сімферополь майже до залізничного вокзалу. Поки йшло будівництво, тунелем ходив справжній електровоз (такий же який ходить у вугледобувних шахтах). Він возив вибрану породу. Головний вхід у тунель, що будується, збудували якраз у цій частині бульвару Леніна, де колись стояв фонтан, а раніше пам'ятник Леніну. Наразі будівництво законсервовано, техніку (зокрема й електровози з тунелю) вивезено.
У 1984 році сквер було реконструйовано залізничниками.
У 2009 році сквер знову реконструюється: відновлені доріжки, майданчики для дітей, електричне освітлення та чавунна огорожа. Зі стовбурів старих дерев створено скульптури, казкові персонажі — майстер вирізав їх бензопилкою.
22 вересня 2011 року депутати міськради проголосували за передачу скверу у власність Управлінню Сімферопольської та Кримської єпархії Української Православної Церкви Московського патріархату. При цьому в ухваленому напередодні генплані Сімферополя сквер відзначений розробниками як міська зелена зона. УПЦ почали розробку проєкту для будівництва храму святого Василя Блаженного у сквері. Цей храм, буцімто, планують звести в пам'ять про померлого у серпні цього року прем'єр-міністра автономії Василя Джарти, що мав дружні стосунки з кримським митрополитом Лазарем.
За ініціативу спорудження храму також висловились деякі проросійські організації Криму, а Меджліс кримськотатарського народу виступив проти зведення церкви в знаковому для кримських татар місці.
У 2023 році зі скверу зник пам'ятний знак жертвам депортації кримських татар. Заставний камінь демонтували під час «реконструкції» окупантами скверу.

## Галерея

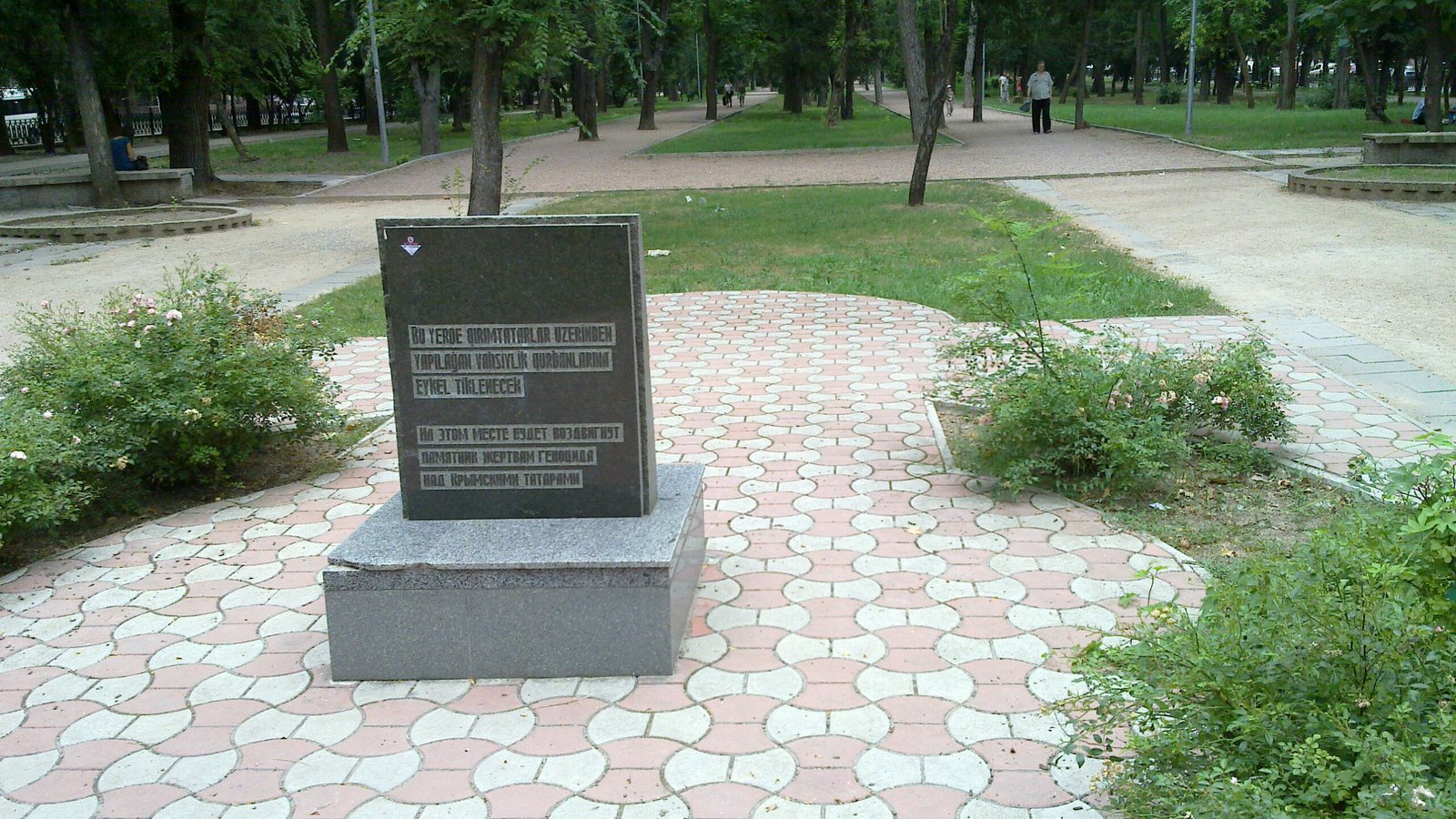
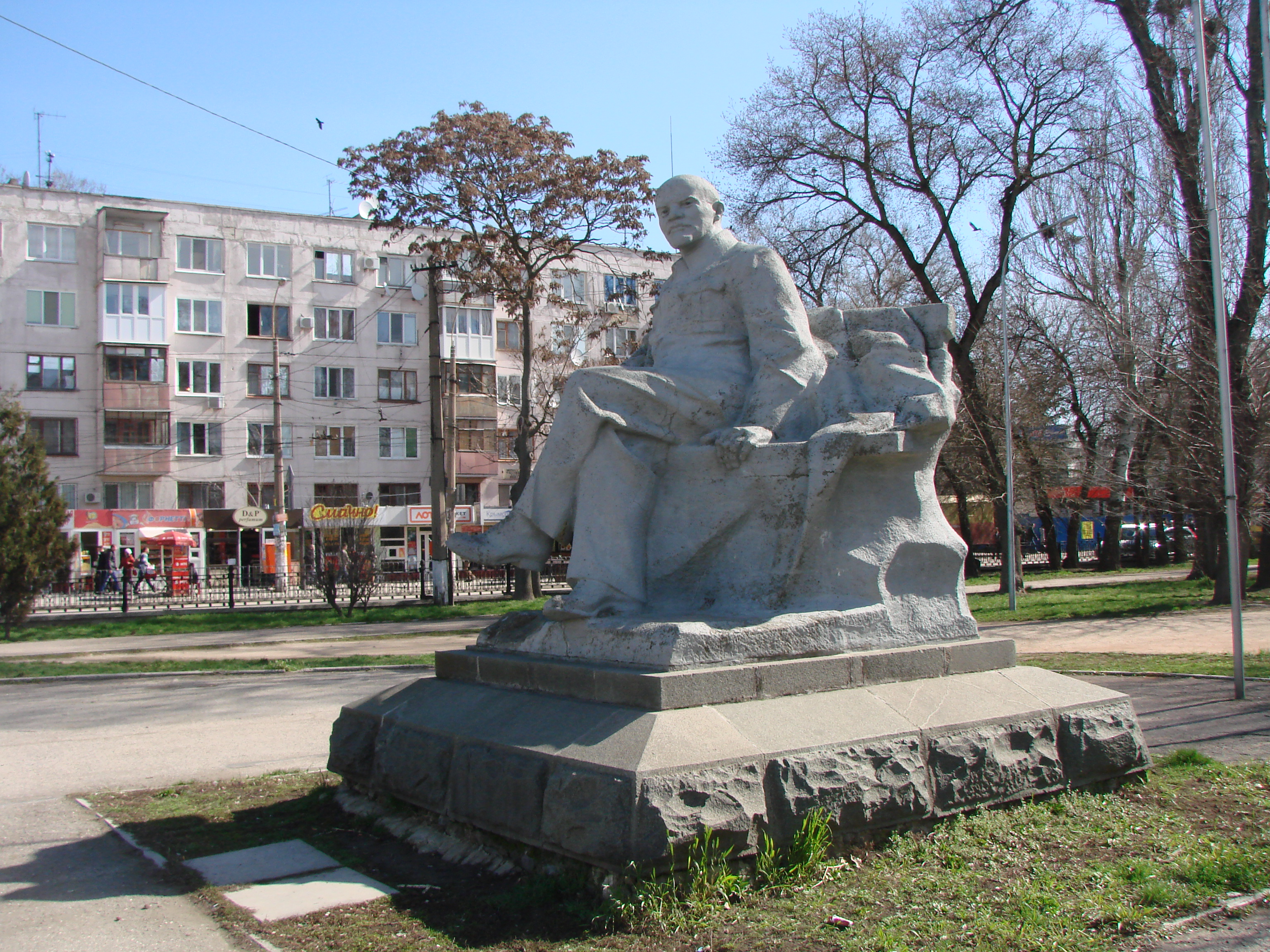
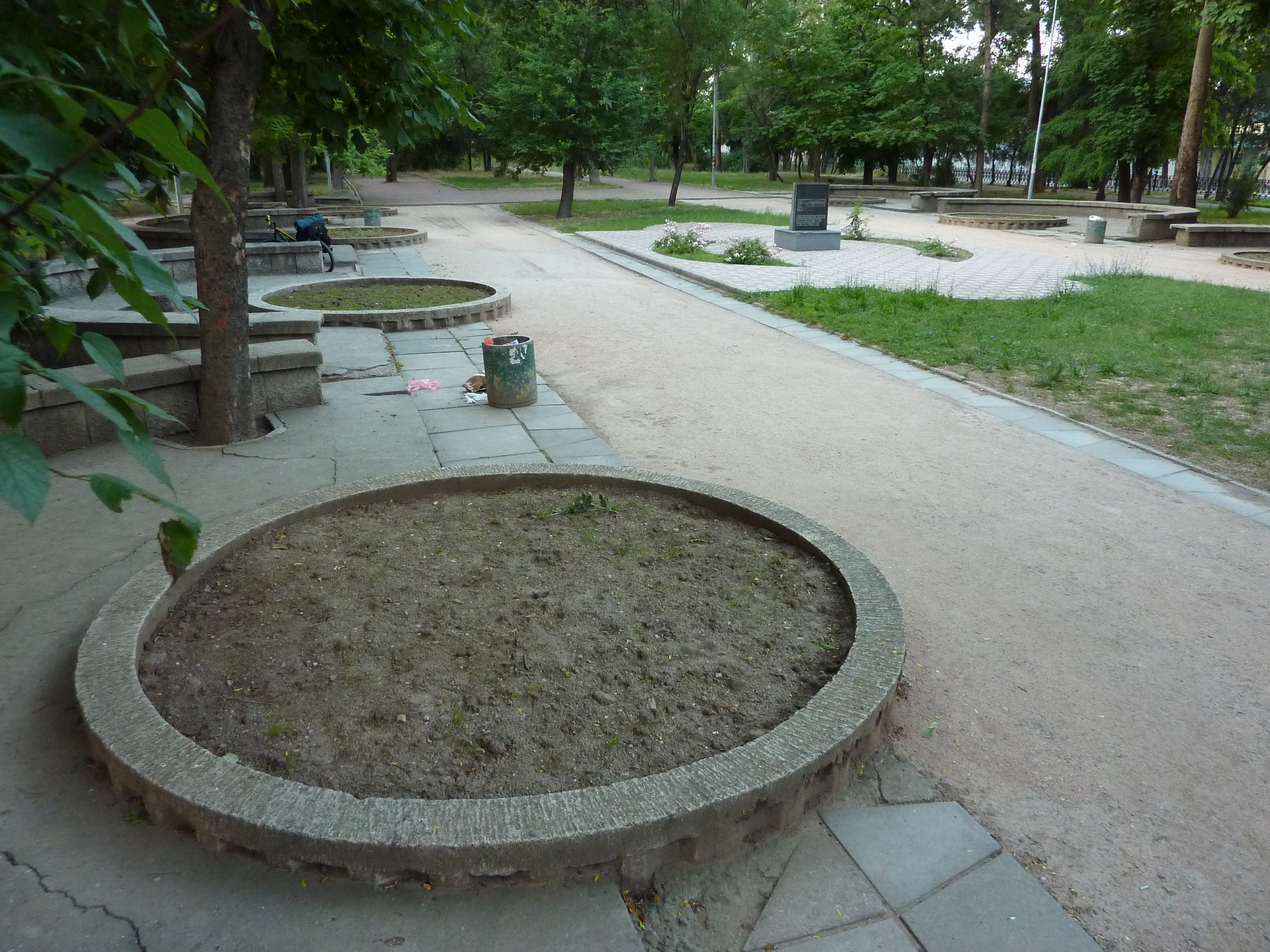
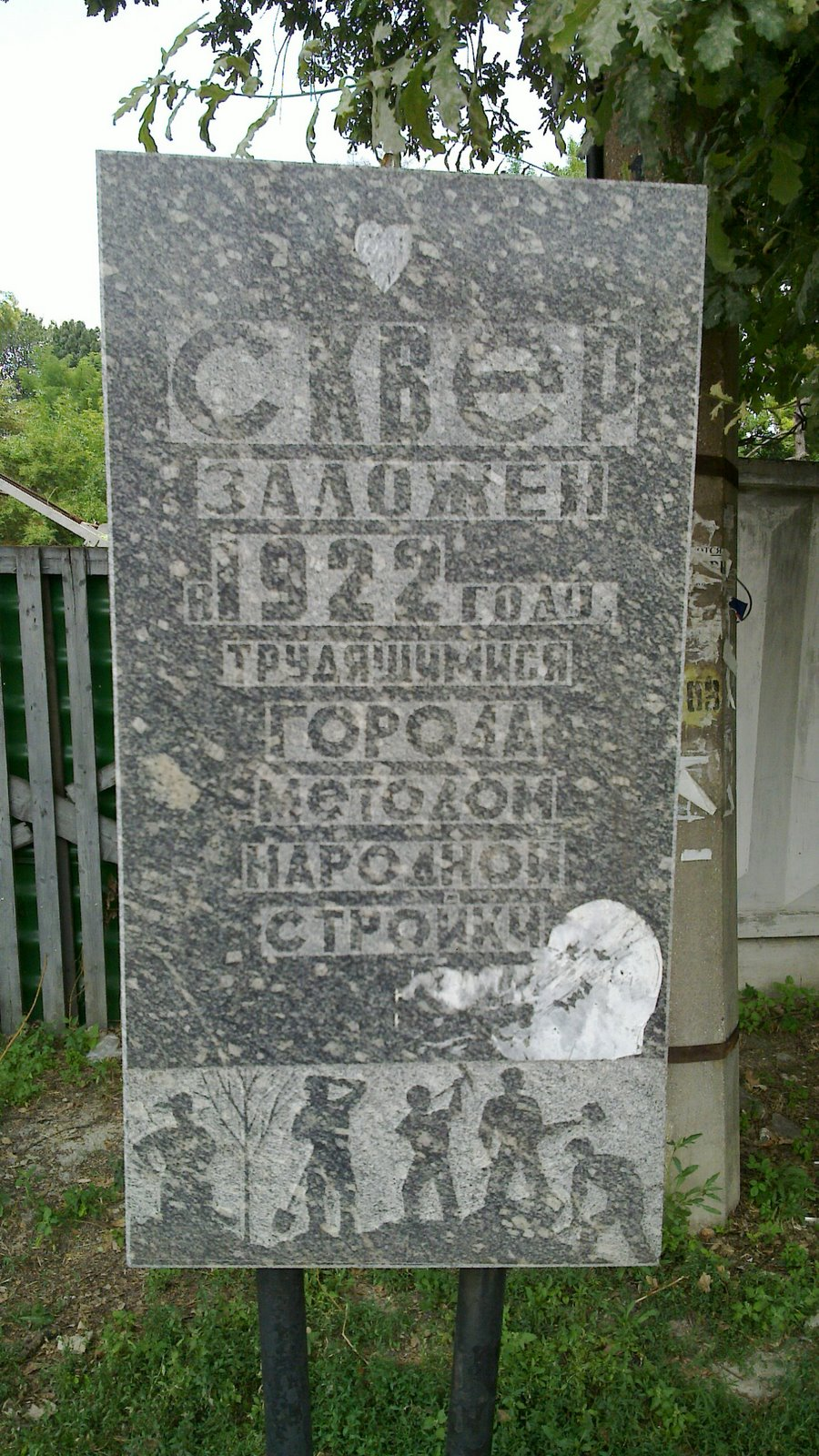
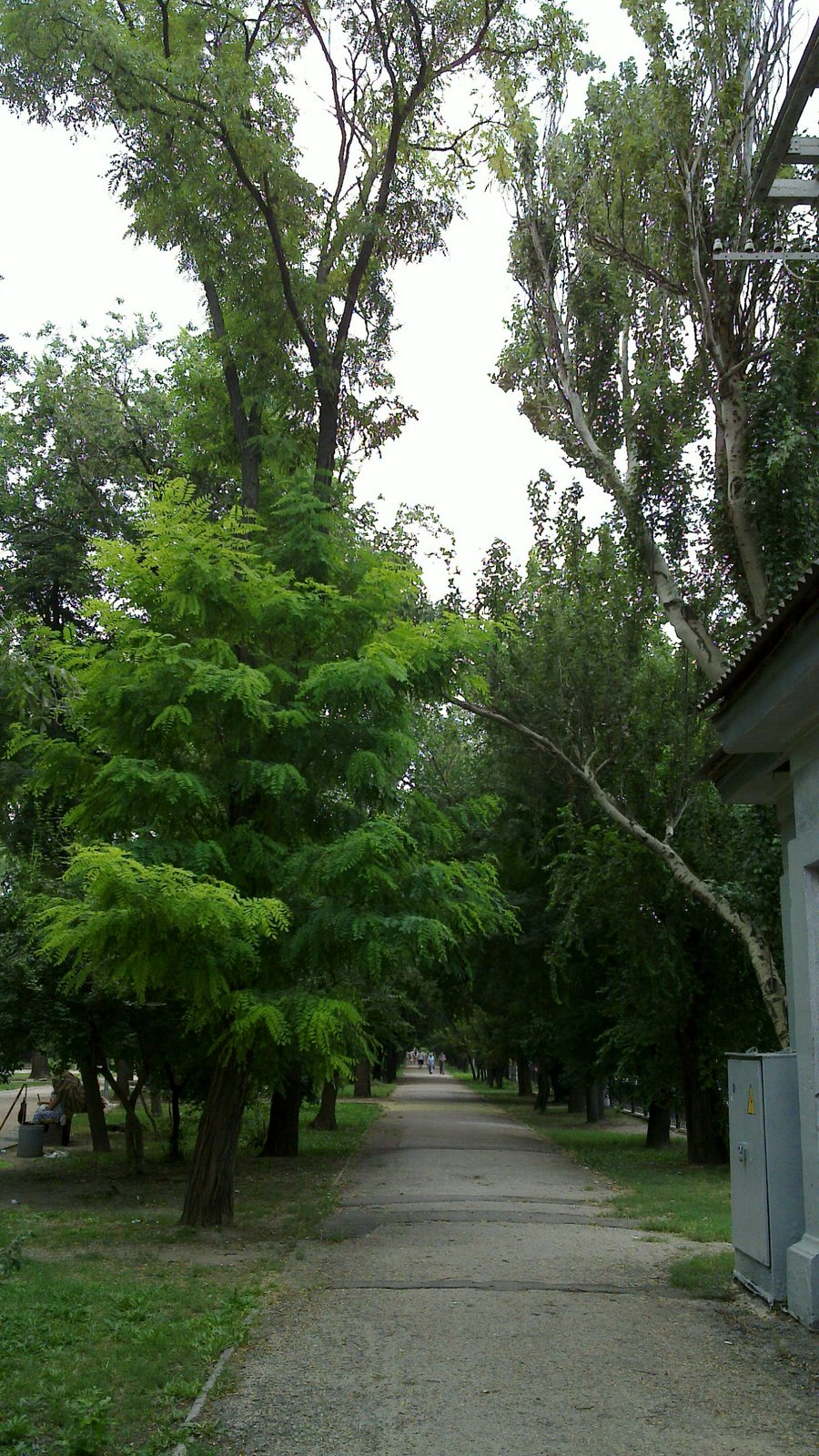
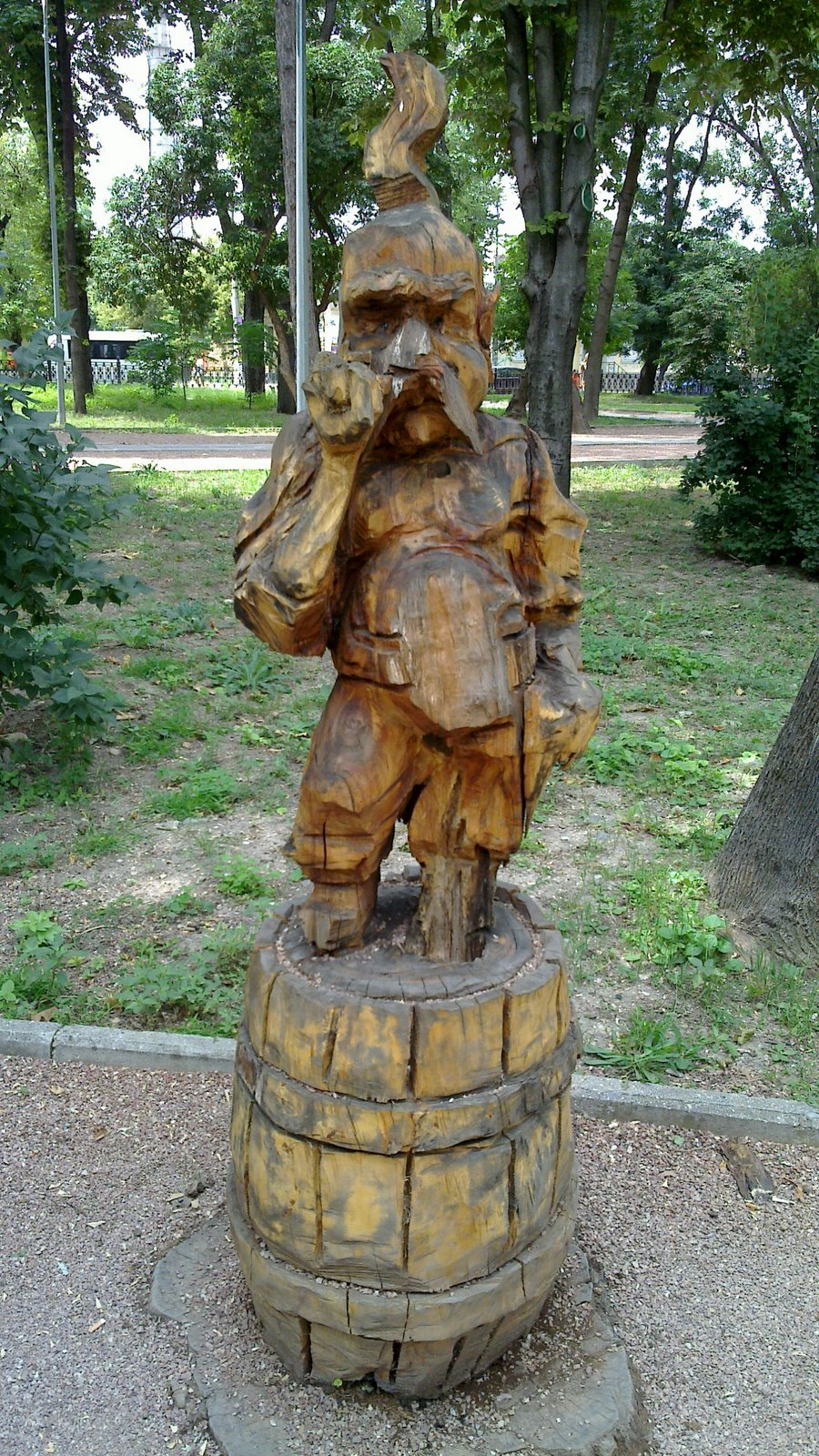
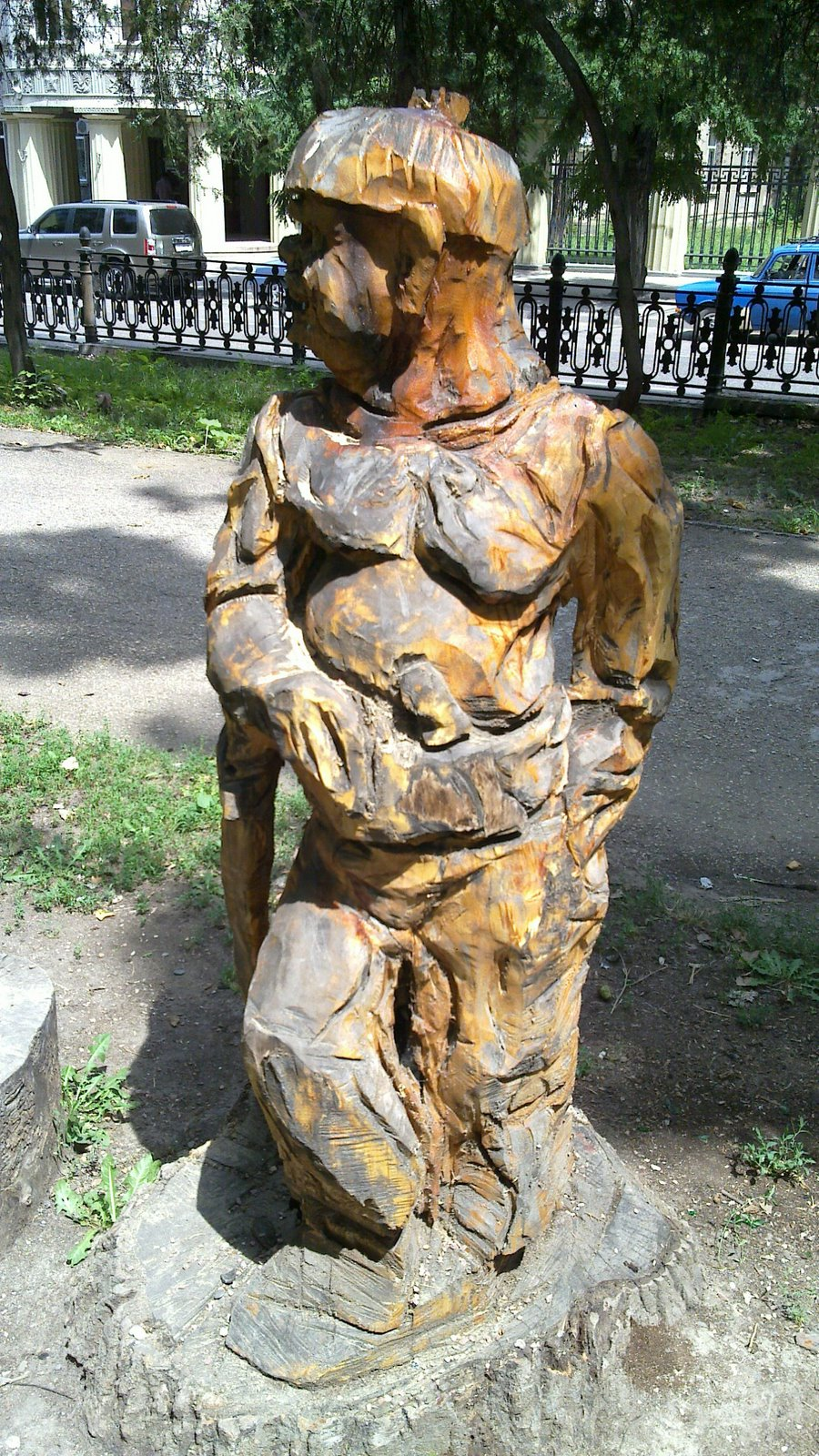